# Petar Drentschew
Petar Drentschew (bulgarisch Петър Николов Дренчев, beim Weltschachbund FIDE Petar Drenchev; * 25. April 1977 in Kasanlak) ist ein bulgarischer Schachspieler.
Er hat einen Abschluss von der Nationalen Sportakademie Bulgariens als Schachtrainer. Den Titel Internationaler Meister errang er 2007, die erforderlichen Normen erfüllte er 2002 beim Memorial Jordan Grigorov, in der Saison 2005/06 der 2. Bundesliga West und bei der bulgarischen Einzelmeisterschaft 2007 in Pernik. Im Februar 2011 wurde ihm von der FIDE den Großmeistertitel verliehen, die erforderlichen Normen erfüllte er in der türkischen Mannschaftsmeisterschaft 2008/09, im Juni 2010 beim Albena Chess Festival und im November 2010 bei der XXIII Belgrade Trophy. Im Januar 2015 liegt er auf Platz 13 der bulgarischen Elo-Rangliste.
In Belgien spielte Drentschew beim KSK 47 Eynatten und wurde mit diesem 2010 und 2011 belgischer Mannschaftsmeister. In Deutschland spielte Drentschew bei Turm Bergheim und DJK Aufwärts St. Josef Aachen.